# Fuktängsgräsmal
Fuktängsgräsmal, Elachista alpinella är en fjärilsart som beskrevs av Henry Tibbats Stainton 1854. Enligt Catalogue of Life är det vetenskapliga namnet istället Elachista oxytypa beskriven med det namnet av Annette Frances Braun 1948. Fuktängsgräsmal ingår i släktet Elachista, och familjen gräsmalar, Elachistidae. Arten är reproducerande i Sverige. Inga underarter finns listade i Catalogue of Life.

## Bildgalleri

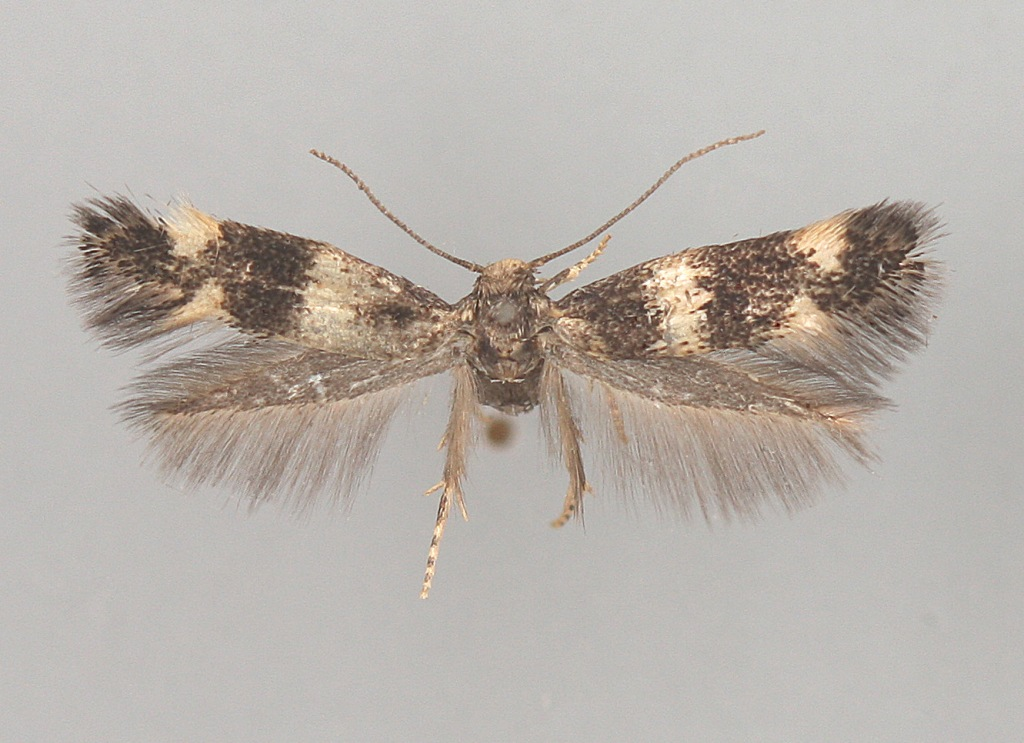